# Plasmogamie
La plasmogamie (de plasma et gamos, mariage) est une étape de la reproduction sexuée des champignons, dans laquelle le cytoplasme de deux cellules mères (généralement du mycélium) fusionne sans fusion de noyaux, rapprochant ainsi deux noyaux haploïdes dans la même cellule. Cet état est suivi par la caryogamie, où les deux noyaux fusionnent puis subissent une méiose pour produire des spores,. L'état dicaryotique qui survient après la plasmogamie persistera souvent pendant de nombreuses générations avant que le champignon ne subisse une caryogamie. Cependant, chez les champignons inférieurs, la plasmogamie est généralement immédiatement suivie de la caryogamie. Une étude génomique comparative a indiqué la présence de la machinerie pour la plasmogamie, la caryogamie et la méiose chez les Amoebozoa.